# Indica (Arrianus)
Indica (Grieks: Ἰνδικά) is een boek uit de Oudheid van Arrianus, een van de belangrijkste historische bronnen voor het leven van Alexander de Grote. Het boek beschrijft het verhaal van Alexanders officier Nearchos en diens reis van Indos naar de Perzische Golf, na de Indische campagne van Alexander. Maar het grootste belang van het werk vloeit voort uit de zijdelingse, gedetailleerde, beschrijvingen van de geschiedenis, geografie en cultuur van het Indische subcontinent tijdens de oudheid. Arrianus schreef zijn Indica in het Ionische dialect, waarbij hij een voorbeeld nam aan de literaire geschriften van Herodotus.
Indica is ook de naam van een vergelijkbaar boek van Megasthenes, dat ook een beschrijving geeft van India en een belangrijke bron was voor Arrianus.

## Historische periode
Indica handelt over de periode van Alexander de Grote volgend op zijn verovering van de Indusvallei. Hij was voornemens terug te keren naar het centrum van zijn rijk in Babylon. Alexander zelf wilde over land terugkeren, maar wilde ook meer te weten komen over de monding van de Indus die hij zelf niet bezocht en de zee tussen India en Babylon. Daarom stuurde hij een van zijn officieren, Nearchos, om de reis te maken. Indica beschrijft voornamelijk wat Nearchos ontdekte tijdens die reis.

## Overzicht
Indica begint met de beschrijving van de geografie van India, in het bijzonder de grootte van de rivieren de Indus en de Ganges, samen met hun zijrivieren. Hij trekt vergelijkingen met de Donau en de Nijl. De tekst vervolgt dan met de verhalen van Herakles en Dionysos in India (hoofdstuk 7-9). 
Er waren volgens Megasthenes 118 stammen in India.
Dionysos zou naar India zijn gereisd, de Indiërs hebben overwonnen, steden hebben gesticht, wetten hebben uitgevaardigd, de wijn hebben gebracht en zaad hebben gegeven en onderwezen hebben te zaaien (en te oogsten). Hij leerde de Indiërs ploegen met ossen en bracht de meeste nomaden ertoe boeren te worden. Hij gaf ze ook wapens en leerde hen goden te vereren. Hij leerde hen de satyrische Griekse dans kordax, introduceerde de lange haardracht en tulband en leerde hen geparfumeerde lotions te maken. Toen Dionysus India verliet stelde hij zijn compagnon Spatembas aan als koning, die 52 jaar regeerde. Toen die stierf kwam diens zoon Budyas op de troon, hij regeerde 20 jaar. Zijn zoon Cradeuas volgde hem op en het koningschap bleef binnen de familie en werd van vader op zoon doorgegeven en anders kwamen koningen op de troon van buiten de familie, verkozen om hun verdienste.
Herakles kwam volgens de Indiërs uit India zelf. Hij werd vooral door de Suraseni vereerd. De grote steden Methura en Cleisobora behoren tot hun stamgebied. Volgens Megasthenes' verslag droeg volgens de Indiërs Herakles dezelfde dracht als de Thebaanse Herakles. De Indiase Herakles huwde ook veel vrouwen en had veel zonen, maar slechts één dochter, Pandaea en zij werd koningin over het land Pandaea. In dat land waren meisjes op hun zevende jaar al huwbaar en Herakles zou bij afwezigheid van een geschikte echtgenoot zelf bij zijn dochter van zeven nageslacht hebben verwekt. Herakles reisde door alle landen en zeeën en bevrijdde de aarde van alles wat hem tegenstond. Hij ontdekte parels in oesters. 
De Indiërs rekenden dat er van Dionysos tot Sandrocottus (Chandragupta Maurya) gedurende 6042 jaar 153 koningen hadden geregeerd en dat Herakles er 15 generaties ná Dionysos was (Indica, 9,9-10).  
Indica beschrijft ook de sociale klassen en structuur van de inwoners van India, hun manier van jagen (inclusief een omvangrijke beschrijving van de fauna van India) en hun manier van oorlogsvoering. Vervolgens gaat het verhaal over de reis van Nearchos van India naar Babylon, waarbij de aandacht vooral uitgaat naar de avonturen op zee. Af en toe geeft Arrianus echter een gedetailleerde beschrijving van de verschillende volkeren die Nearchos onderweg tegenkwam, zoals de Ichtyophagen, en beschrijft hij de gevechten tussen de soldaten van Nearchos en de lokale bevolking.
Het boek eindigt met het weerzien van Nearchos met Alexander, die over land reisde van India naar Susa. Nearchos kreeg de felicitaties voor zijn behouden vaart en werd beloond voor zijn inspanning.